# 沙苑の戦い
沙苑の戦い（しゃおんのたたかい）は、中国の南北朝時代に沙苑（現在の陝西省渭南市大茘県の南）において起こった東魏軍と西魏軍の間の戦いである。

## 経緯
537年閏月、東魏の丞相高歓は兵20万を率いて壺口から蒲津に進出し、高昂には兵3万を率いて河南に進出させた。ときに関中地方は飢饉に苦しんでおり、西魏の丞相宇文泰の率いる将兵は1万人に足らなかった。宇文泰は恒農で50日あまり兵を養っていたが、高歓が蒲津から黄河を渡ったと聞いて、関中に引き揚げた。高昂は恒農を包囲した。
西魏の華州刺史王羆が馮翊城を守っており、高歓は王羆に降伏を勧めたが降らないのをみて、許原の西に駐屯した。宇文泰は渭南で諸州の兵を召集した。渭水に浮橋を作らせ、軍士には3日分の食糧を持たせて、軽騎で渭水を渡り、輜重は渭南から渭水をはさんで西に移させた。10月壬辰、宇文泰は沙苑に到着し、東魏軍をへだてて60里のところに布陣した。西魏の諸将は彼我の兵力差におびえていたが、ひとり宇文深のみが竇泰の復仇をあせる高歓の心理を見抜き、戦勝を予見して祝った。宇文泰は達奚武に東魏軍の情勢を偵察させた。
高歓は宇文泰が沙苑にやってきたと知ると、兵を進軍させて会戦を望んだ。宇文泰は李弼の進言を容れて、沙苑から東に10里のところの渭水の屈曲部で迎え撃つこととした。西魏軍は東西に水を背に布陣し、李弼が右翼を、趙貴が左翼を率いた。西魏軍の将士は武器とともに葦の中に身を隠し、鼓の音とともに立ち上がるよう手筈した。東魏軍が渭曲に到着すると、斛律羌挙は渭曲の葦が長く泥濘の深い土地柄を警戒して火攻めを進言したが、侯景が宇文泰を焼き殺しては遺体が判別できなくなると反対し、彭楽もまた味方の大軍をたのんで勝利を断言したので、高歓は斛律羌挙の進言をしりぞけた。
東魏軍は西魏軍の少勢をみて、争って進軍し、行軍の列を乱した。会戦がはじまると、宇文泰は鼓を鳴らし、西魏の全軍は同時に立ち上がった。于謹ら六軍は東魏軍の正面にたちはだかり、李弼らが鉄騎を率いて東魏軍を横撃すると、東魏軍を分断して大勝をおさめた。李弼の弟の李檦や耿令貴（耿豪）がとくに戦果を上げて、宇文泰の賞賛を受けた。東魏の彭楽は酒に酔っていたところを西魏の兵士に刺され、腸を出しながら奮戦した。高歓は再戦をいどむべく、自軍の混乱を収拾して張華原に設営しようとしたが、東魏の諸軍はみな敗走の勢を立て直すことができなかった。高歓は撤退をよしとせず、さらに踏みとどまろうとした。斛律金が河東への帰還を勧め、高歓がなおも動かないと、斛律金は高歓の馬に鞭を入れて逃げさせた。その夜、高歓は黄河を渡河しようとしたが、船は岸を去っており、駱駝にまたがって船に追いついて、ようやく渡ることができた。東魏軍は8万人の兵を失い、武具18万を遺棄した。宇文泰は高歓を河上まで追撃したが、兵士2万人あまりを残して、残りは帰還させた。西魏の都督の李穆はさらなる追撃を望んだが、宇文泰は聞き入れなかった。
西魏は丞相宇文泰に柱国大将軍の位を加え、李弼らの諸将もそれぞれ爵位を進めた。高昂は高歓の敗北を聞いて、恒農の包囲を解き、洛陽に撤退した。